# Cadelbosco di Sopra
Cadelbosco di Sopra é uma comuna italiana da região da Emília-Romanha, província de Reggio Emilia, com cerca de 10.610 habitantes. Estende-se por uma área de 44 km², tendo uma densidade populacional de 240 hab/km². Faz fronteira com Bagnolo in Piano, Campegine, Castelnovo di Sotto, Gualtieri, Guastalla, Novellara, Reggio Emilia.

## Demografia
| Variação demográfica do município entre 1861 e 2011                               |
|                                                                                   |
| Fonte: Istituto Nazionale di Statistica (ISTAT) - Elaboração gráfica da Wikipedia |